# EBM-Papst
Die Elektrobau Mulfingen GmbH & Co. KGaA ist die Muttergesellschaft der EBM-Papst-Gruppe (Eigenschreibweise ebm-papst), einem Hersteller von Elektromotoren und Ventilatoren. Die Gruppe entstand 2003 aus dem Zusammenschluss der Unternehmen Elektrobau Mulfingen GmbH & Co. KG (EBM), Papst Motoren GmbH (St. Georgen) und Motoren Ventilatoren Landshut GmbH (MVL) und betreibt international 27 Produktionsstätten (u. a. in Deutschland, China, USA) sowie 49 Vertriebsstandorte. Der Hauptsitz befindet sich in Mulfingen im Hohenlohekreis in Baden-Württemberg.
Die EBM-Papst-Gruppe gilt als Weltmarkt- und Technologieführer im Bereich der Lüfter-, Gebläse- und Ventilatorentechnik.
EBM-Papst befindet sich vollständig im Besitz der Familien Ziehl, Sturm und Philippiak.

## Geschichte

### Gründung der EBM
Gerhard Sturm gründete gemeinsam mit Heinz und Günther Ziehl, Söhne von Emil Ziehl, im Jahr 1963 die Elektrobau Mulfingen GmbH & Co. KG, um kleinere Ventilatoren zu bauen. Das damals 35 Mitarbeiter beschäftigende Unternehmen konzentrierte sich auf die Entwicklung und Produktion kleiner Außenläufermotoren. 1963 und 1964 wurden auf einer Produktions- und Bürofläche von 560 Quadratmetern täglich vier Motoren pro Mitarbeiter hergestellt. 1968 hatte sich die Zahl verdoppelt, 1973 erfolgte eine weitere Verdopplung. Dies erforderte zahlreiche Erweiterungen der Produktionskapazitäten. 1971 wurde unter anderem eine 2400 Quadratmeter große Halle mit installierten Fließbändern in Betrieb genommen.
1965 wurden die ersten Kompaktlüfter entwickelt, zu diesem Zeitpunkt noch „kollektorlose Gleichstrommotoren“ genannt. Es folgte 1974 die Entwicklung des ersten Kompaktlüfters in EC/DC-Technik, der durch eine elektronische Regelung Strom sparen konnte. Der bürstenlose Gleichstrommotor trieb einen Querlüfter an, der in den Bugschrank eines Kässbohrer-Busses eingebaut wurde. EBM-Papst fertigte diese bürstenlosen EC-Motoren zudem für die Computerkühlung, später für die Reinraumtechnik und die Wohnungslüftung.

### Expansion der Geschäftstätigkeiten
1992 wurde das angeschlagene Unternehmen Papst Motoren GmbH in St. Georgen im Schwarzwald übernommen, das Hermann Papst 1942 gegründet hatte. 1985 hatte Papst Motoren noch 180 Millionen Mark Umsatz erwirtschaftet und beschäftigte 1.700 Mitarbeiter. 1993 waren an den Standorten des ehemals eigenständigen Unternehmens in St. Georgen und Herbolzheim noch 750 Mitarbeiter tätig. 1995 errichtete die EBM-Papst-Gruppe ihren ersten Standort in Shanghai (China) und gründete dort eine Tochtergesellschaft.
Vier Jahre später veräußerte der Stuttgarter Telekommunikationshersteller Alcatel sein Werk am Standort in Landshut an EBM-Papst. Gleichzeitig wurde das Werk in Motoren Ventilatoren Landshut GmbH (MVL) umbenannt. Im Jahr darauf wurden die ersten energiesparenden Radial- und Axialventilatoren mit integrierter Elektronik entwickelt, auf denen unter anderem die in den folgenden Jahren zur Marktreife gebrachten EC-Ventilatoren basieren. Parallel dazu baute sich das Unternehmen bis zur Jahrtausendwende international ein Netz an Vertriebsniederlassungen auf.

### Umfirmierung in EBM-Papst und Geschäftsausbau
Im Jahr 2003 firmierten die Unternehmen in ebm-papst Mulfingen, ebm-papst St. Georgen und ebm-papst Landshut um. Aus dem Zusammenschluss der Unternehmen wurde der Name ebm-papst etabliert, das Mutterunternehmen hieß fortan Elektrobau Mulfingen GmbH. Seit 2006 stellt EBM-Papst auch Großventilatoren her. 2007 begann der Bau einer energieautonomen Fabrik für energiesparende Ventilatoren in Mulfingen-Hollenbach, die 2008 in Betrieb genommen wurde.
2007 überschritt EBM-Papst erstmals die Umsatzschwelle von einer Milliarde Euro, und beschäftigte im Geschäftsjahr 2008/09 erstmals kurzzeitig mehr als 10.000 Mitarbeiter. Im selben Jahr wurde die Firmengruppe zum ersten Mal von einer familienfremden Geschäftsführung geleitet. Gerhard Sturm wurde Vorsitzender des Beirats.
Das Unternehmen entwickelte im Nachgang 2010 die GreenTech-Strategie, nach der jedes neu entwickelte Produkt einen ökonomischen und ökologischen Optimierungsprozess im Vergleich zum Vorgängerprodukt durchläuft. Im selben Jahr initiierte die EBM-Papst-Gruppe das Auszubildenden-Projekt Energiescouts, welches in der Folge von weiteren Unternehmen übernommen wurde. In dem Programm wird gemeinsam mit den regionalen Industrie- und Handelskammern ein Qualifizierungsmodul für Auszubildende umgesetzt, damit diese in ihren Betrieben dazu beitragen, Einsparpotenziale zu erkennen. 2013 wurde die Firma Zeitlauf in Lauf an der Pegnitz übernommen, ein 1957 gegründetes Familienunternehmen, das auf Planetengetriebe, Stirnradgetriebe und Winkelgetriebe spezialisiert ist. Die Firma wurde zunächst in die EBM-Papst Zeitlauf umfirmiert. In der Folge gliederte sich die Firma in die EBM-Papst St. Georgen ein und wurde stattdessen zu einem Standort des Unternehmens.

### Produkt- und Betriebsausbau

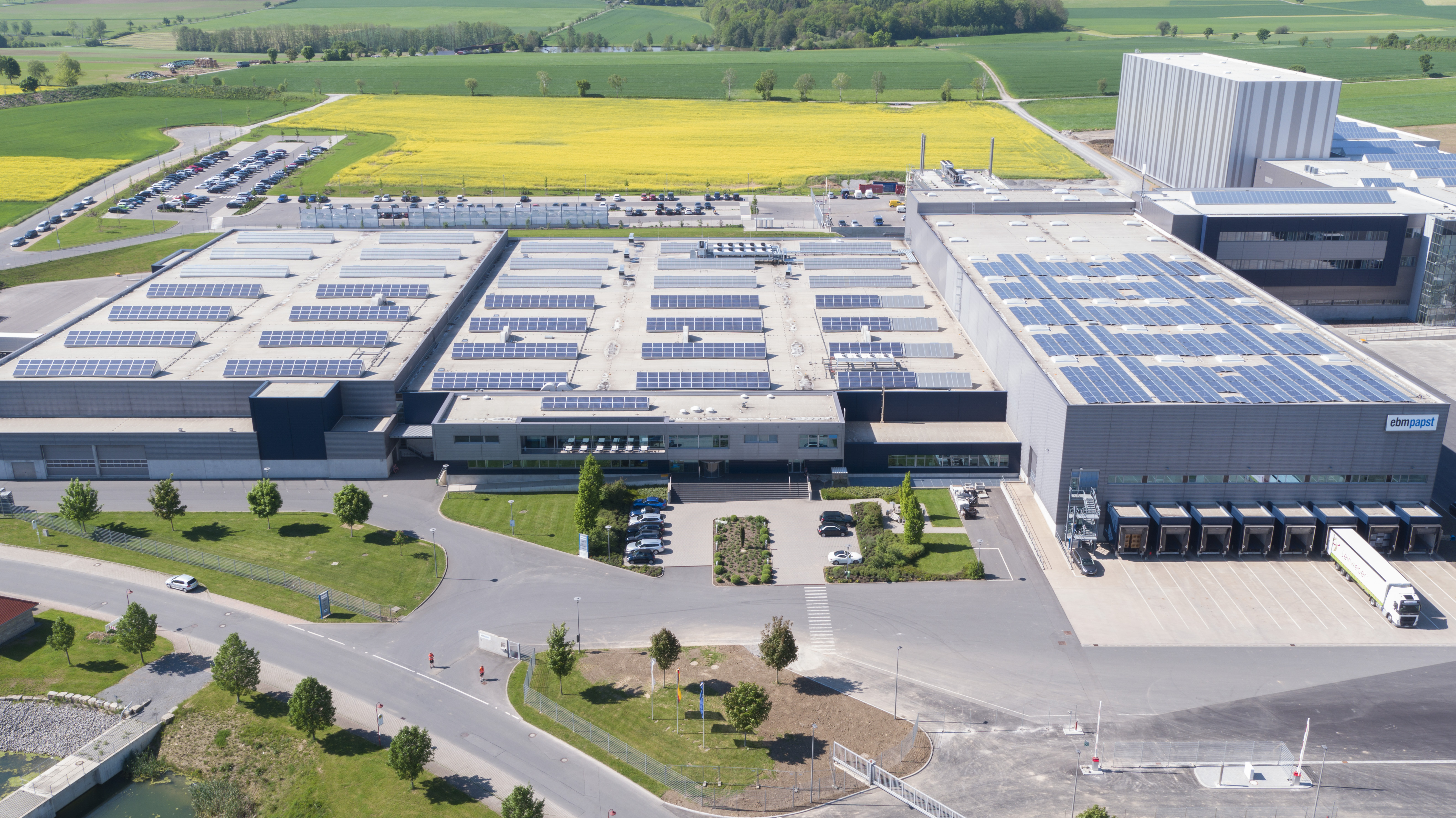
Produktionswerk in Hollenbach

2014 führte EBM-Papst seine neue Axialventilatoren-Baureihe ein. Mit ein- und dreiphasigen Ausführungen decken die Geräte den Leistungsbereich von 250 Watt bis 1,3 Kilowatt ab, wobei die Geräuschemission – bei gestiegener Luftleistung – um bis zu drei Dezibel geringer ist als bisher. Zudem wurde in dem Jahr erstmalig das Vorleitgitter Flowgrid hergestellt. Im Folgejahr wurden 137 Millionen Euro in Betriebserweiterungen investiert. Dies umfasste unter anderem den Neubau im Gewerbegebiet Hagenmoos in St. Georgen für die Fertigung von elektronischen Bauteilen.
Nachdem die Formel 1 für die Saison 2014 sein Regelwerk zugunsten höherer Energieeffizienz und Hybridtechnologie verändert hatte, ging EBM-Papst eine Partnerschaft mit Formel-1-Team Mercedes AMG Petronas ein und unterstützte es mit Kühllösungen. EBM-Papst entwickelte energieeffiziente Aufsatzkühllösungen für die Mercedes AMG Petronas F1 W05 Rennwagen, die die temperaturempfindlichen Komponenten der Boliden im Stand auf die optimale Betriebstemperatur herunterkühlen. Die Partnerschaft bestand bis einschließlich zur Saison 2015 fort.
2017 errichtete EBM-Papst in Hollenbach ein 37.000 Quadratmeter großes Versandzentrum, in dem das gesamte Produkt- und Verpackungslager des Unternehmens vereint wurde. Im selben Jahr übernahm EBM-Papst das italienische Unternehmen LAE, das Schutzgitter herstellt. Im Folgejahr überschritt das Unternehmen erstmals die Umsatzschwelle von 2 Milliarden Euro. 2019 stellte EBM-Papst eine 27.000 Quadratmeter große Produktionsstätte in Xi’an (China) fertig. Dieses Werk erhielt als erste Produktionsstätte international eine Reset-Zertifizierung. Dieses Zertifikat bescheinigt die hohe Leistungsfähigkeit der Gebäudeklimatisierung. Im selben Jahr entwickelte das Unternehmen das Konzept GreenIntelligence, das auf die intelligente Steuerung und Vernetzung von Ventilatoren, Antrieben und Systemen zielt. Dieses Konzept stellt die Weiterentwicklung der GreenTech-Strategie dar.
Infolge der russischen Invasion in der Ukraine im Februar 2022 beendete EBM-Papst seine Geschäfte in Russland. Im selben Jahr eröffnete EBM-Papst ein Produktionswerk in Telford, Tennessee (USA), in das knapp 30 Millionen Dollar investiert wurden. Im November 2022 gab EBM-Papst bekannt, zukünftig keine neuen Aufträge der Automobilindustrie anzunehmen. Da Aufträge üblicherweise für ein Fahrzeug-Modell geschlossen werden, werden diese auslaufenden Verträge noch bedient. Auch die Zusammenarbeit mit Kühlschrank- und Geschirrspülmaschinenherstellern wurde eingestellt.
Im Frühling 2023 stellte EBM-Papst seinen 33.000 Quadratmeter großen chinesischen Hauptsitz in Shanghai fertig, der die bisherigen vier Standorte in einem Gebäude zusammenfasst. Etwa zur gleichen Zeit übernahm das Unternehmen auch den ehemaligen Stadtmüller-Standort von LTI in Osterburken.
Zum 1. April 2025 erfolgte die formwechselnde Umwandlung der Elektrobau Mulfingen GmbH. Die Muttergesellschaft der EBM-Papst-Gruppe firmiert seitdem unter Elektrobau Mulfingen GmbH & Co. KGaA.

## Unternehmensstruktur
Elektrobau Mulfingen GmbH & Co. KGaA ist das Mutterunternehmen der EBM-Papst-Gruppe. Diese umfasst zudem neun inländische und 36 ausländische Tochterunternehmen sowie zwei inländische Zweckgesellschaften.
Die inländischen Produktionsstandorte befinden sich in Mulfingen, Niederstetten, Hollenbach, Landshut, St. Georgen, Herbolzheim und Lauf. Die ausländischen Produktionsstätten befinden sich in China, USA, Ungarn, Rumänien, Italien, Tschechien, Slowenien, Taiwan, Serbien und Indien.
Die internationalen Absatzmärkte werden fast ausschließlich über eigene Vertriebsgesellschaften bearbeitet. Die Einsatzgebiete umfassen in erster Linie die industrielle Lufttechnik, die Klima- und Kältetechnik, den Markt für Heiz- und Hausgerätetechnik, die Telekommunikation sowie die industrielle Antriebstechnik. Darüber hinaus werden neue Geschäftsfelder im Bereich digitaler Anwendungen über die Tochtergesellschaft ebm-papst neo GmbH & Co. KG entwickelt.

## Produkte

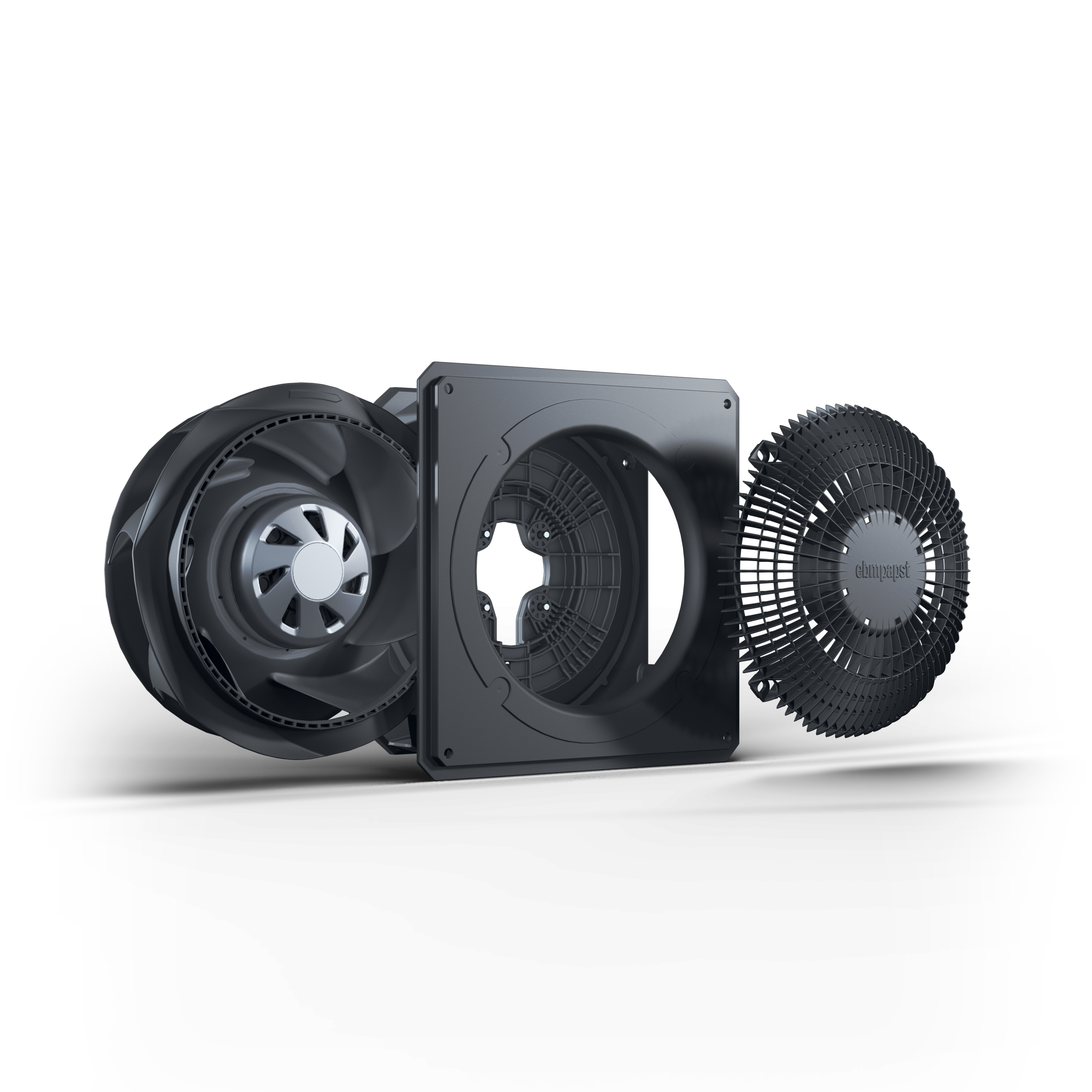
Kompaktlüfter

EBM-Papst beschäftigt sich mit der Entwicklung, der Produktion und dem Vertrieb von Motoren, Ventilatoren und Pumpen. Mit knapp 20.000 Produkten verfügt das Unternehmen nach eigenen Angaben über das weltweit größte Angebot an Ventilatoren. Die Stückzahlen schwanken je nach Einsatzgebiet – von Miniserien bis zu Millionenlieferungen für Daimler. Man findet die Geräte in Datenzentren, Wärmepumpen oder medizinischen Beatmungsgeräten, ebenso wie in der Dresdner Semperoper und auf den Dächern australischer Supermärkte. Durch ein Baukastensystem – analog zur Plattformstrategie der Autofirmen – wird die Komplexität in der Produktion reduziert.
Die Ventilatoren basieren zumeist auf Außenläufermotoren, da so besonders kompakte Axial-, Radial- und Diagonalventilatoren realisiert werden können. Motoren für die Antriebstechnik werden teilweise auch als Innenläufer konzipiert.
Als Motoren kommen verstärkt energieeffiziente und leise, elektronisch kommutierte EC-Motoren zum Einsatz. Diese gibt es in Ausführungen für 1- oder Dreiphasenwechselstrom und für Gleichstrom zwischen 12 und 48 Volt oder einem Weitspannungseingang, wodurch sie sich etwa für den Einsatz in Ländern mit unterschiedlichen Netzspannungen bzw. Netzfrequenzen eignen. EC-Motoren haben durch die bereits integrierte Elektronik sehr gute Steuer- und Regeleigenschaften, bis hin zur integrierten Druck-, Temperatur- oder Volumenstromregelung. Die integrierte Elektronik reduziert auch den Verkabelungsaufwand gegenüber einer vergleichbaren herkömmlichen Lösung und ist weniger störanfällig. Durch die Möglichkeit eines Busanschlusses können diese Einheiten auch vernetzt und zentral gesteuert werden. Neue Möglichkeiten sind über das Bussystem (Modbus, auch ebmbus) benutzerfreundlich einstellbar. Zu diesem Zweck werden verschiedene Computerprogramme angeboten, die teilweise auch die drahtlose Konfiguration des Ventilators oder Motors mit dem Handy ermöglichen.
Alternativ sind weiterhin klassische AC-Motoren für 1- oder 3-Phasen-Wechselstrom erhältlich. Die hergestellten Ventilatoren besitzen Axial- oder Radiallüfterräder zwischen circa 20 mm und über 1250 mm Durchmesser und werden ebenfalls selbst entwickelt. Querstromgebläse, wie sie in der Fassadenlüftung eingesetzt werden, sind ebenfalls Teil des Produktprogramms. Die Lüfterräder sind entweder aus Kunststoff, Metall oder auch als Metall-Kunststoff-Materialkombination gefertigt. Diese neuartige Kombination ermöglicht bei gleichzeitiger variabler Formbarkeit hohe Festigkeiten, wie sie bei Metallrädern üblich sind.
Im Bereich der Kälte- und Klimatechnik werden häufig Axialventilatoren eingesetzt, z. B. an Wärmetauschern oder Verflüssigern. Standardmäßig werden hier Außenläufermotoren verwendet, bei denen die Ventilatorschaufeln direkt am Rotor befestigt sind. In diesen Anwendungen müssen Ventilatoren jedoch einen hohen Gegendruck überwinden, da sich am Wärmetauscher häufig Eis bildet, was die Luftwege verengt. Dazu hat EBM-Papst 2007 erstmalig die Ventilatorreihe HyBlade vorgestellt, die bei großen Axialventilatoren das Geräuschverhalten und den Wirkungsgrad erheblich verbesserte. 2019 wurde die weiterentwickelte Ventilatorreihe AxiEco eingeführt. Durch die dreidimensionale Formgebung der Ventilatorschaufel konnte eine für Axialventilatoren hohe Druckstabilität realisiert werden. Die Luftleistungskennlinien verlaufen steiler als bei vergleichbaren Axialventilatoren. Die Ventilatoren arbeiten daher auch bei steigendem Gegendruck mit hohem Wirkungsgrad. Der EC-Antriebsmotor ist drehzahlregelbar und geräuscharm. Im Tiefkühlbetrieb ist ein Festfrieren des Laufrads bei Eisbildung unwahrscheinlich und auch die Vereisungsgefahr des Luftansauggitters wird minimiert. Bei einem Durchmesser von 200 mm liefert dieser Ventilator einen Volumenstrom von bis zu 1820 m³/h. Eines der jüngsten Entwicklungsergebnisse von EBM-Papst ist der dreiflügelige EC-Axialventilator AxiTone für geräuschsensible Anwendungen. Er gehört zu den Gewinnern des Design Plus Award der Internationalen Sanitär- und Heizungsmesse 2023.

## Auszeichnungen
- 2012: Deutscher Corporate Social Responsibility-Preis für die Leitlinie GreenTech[60]
- 2012: Deutscher Nachhaltigkeitspreis in der Kategorie „Deutschlands nachhaltigste Zukunftsstrategie (Konzern)“[61]
- 2013: Deutscher Nachhaltigkeitspreis in der Kategorie „Deutschlands nachhaltigste Unternehmen“[62]
- 2015: B.A.U.M.-Umweltpreis für Rainer Hundsdörfer, Vorsitzenden der Geschäftsführung der EBM-Papst-Gruppe[63]
- 2016: German Brand Award für GreenTech[64]
- 2018: „DGNB-Zertifikat in Platin“ für das Versandzentrum Hollenbach (VZH)[65]
- 2023: Design Plus Award für den EC-Axialventilator Axitone[48]

## Sponsoring
EBM-Papst tritt als Namenssponsor für verschiedene Einrichtungen und Veranstaltungen im süddeutschen Sport auf:
- ebm-papst-Stadion in Villingen-Schwenningen (bis 2019)
- Hammerbachstadion (ebm-papst Stadion am Hammerbach)
- ebm-papst Marathon im Hohenlohe-Kreis